# 西貢萬宜路
西貢萬宜路（英語：Sai Kung Man Yee Road）是香港新界東部西貢區的道路，全長9.65公里，走線沿著西貢半島萬宜水庫的西南岸，是目前全港位處最東面的行車道路。西貢萬宜路接連大網仔路、西貢西灣路及萬宜水庫東壩，途中會途經西壩、創興水上活動中心路口、糧船灣洲上的北丫村路口、東丫村路口及白腊村路口，也屬麥理浩徑第一段的主要組成部份，故假日會有不少的遊客前往遠足。
西貢萬宜路全段屬於水務署管轄範圍，所以除持許可證車輛、的士、公眾假期服務的新界區專線小巴9A號線及政府車輛外，禁止單車及車輛駛入。
遊客除步行進出外，主要都是乘坐新界的士往來，直至2018年7月22日才有常規公共交通駛經西貢萬宜路，不過僅限星期日及公眾假期的下午時段才提供。自2021年10月10日起，上述小巴路線擴展至星期日及公眾假期提供全日服務 (上午9:30至下午7點)。

## 圖集

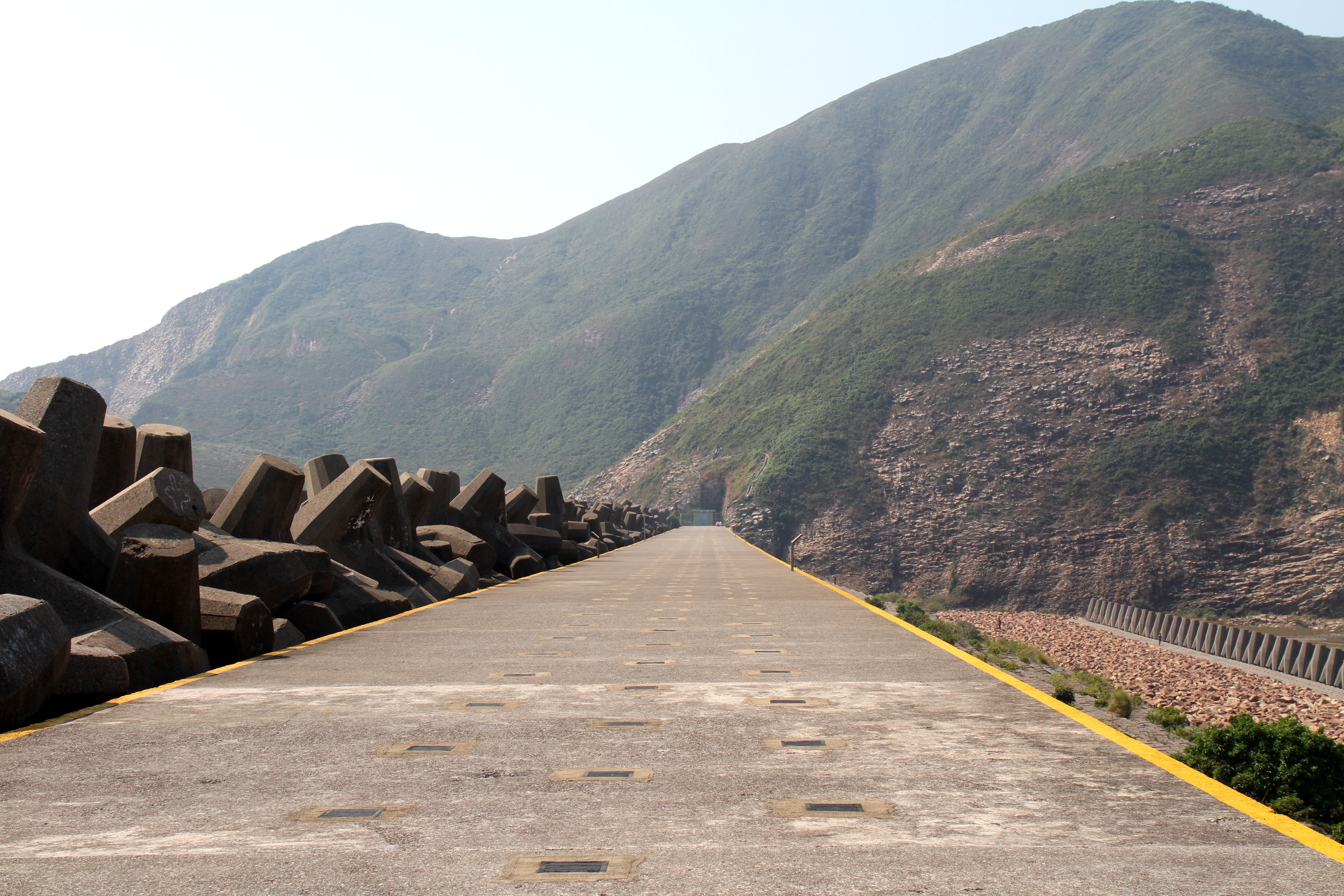
西貢萬宜路東壩端正式的盡頭
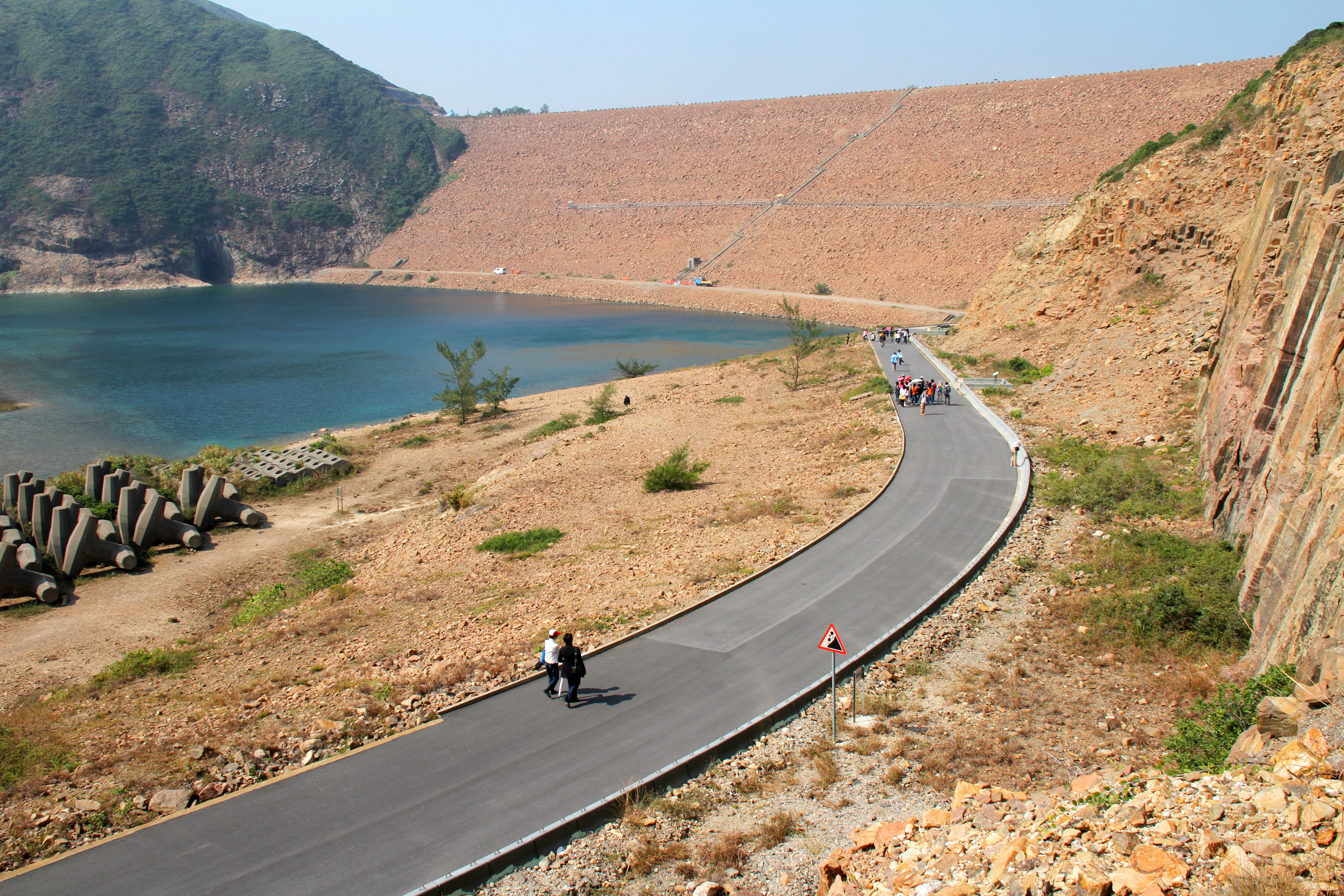
東壩附近的支路
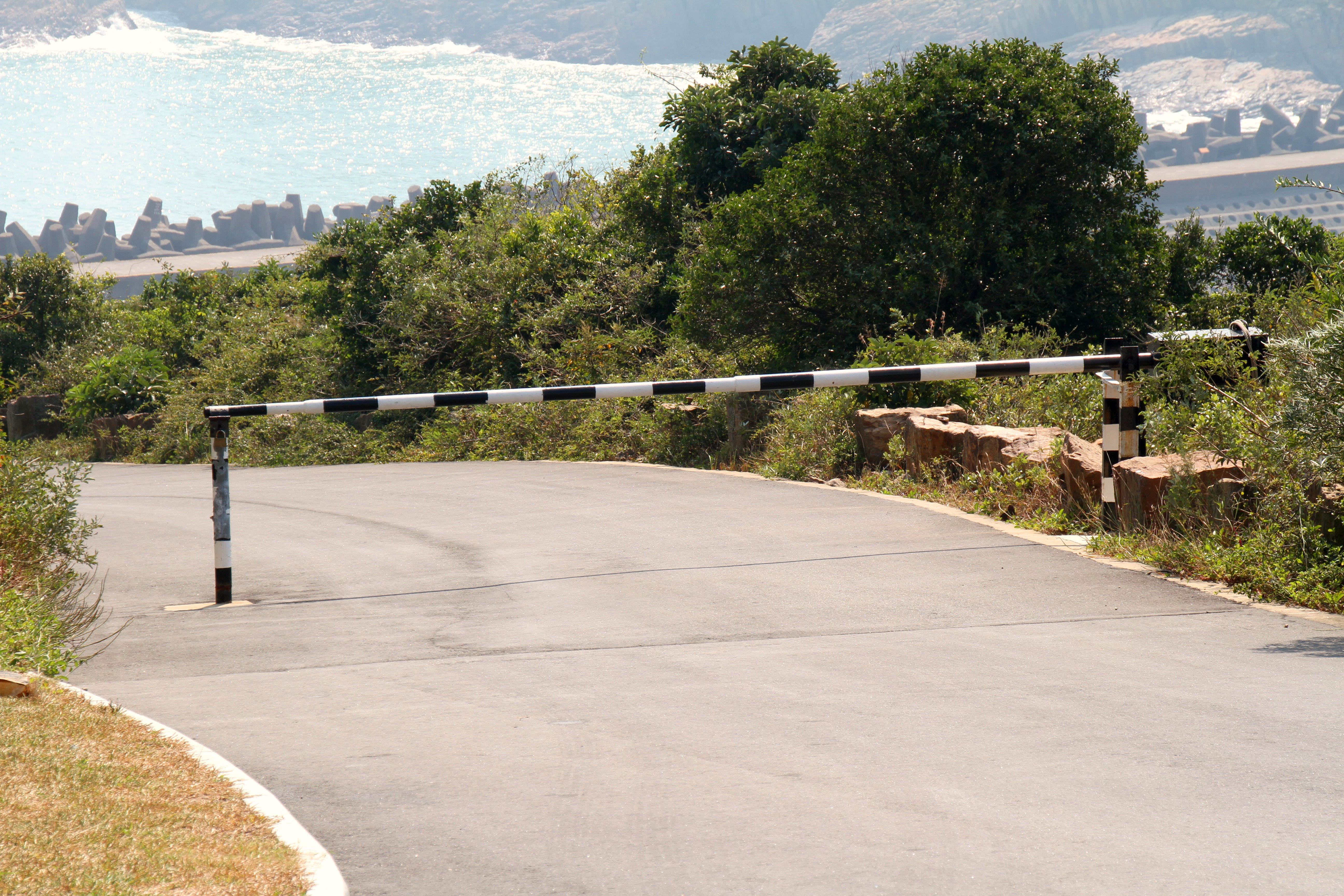
東壩迴旋處之後的路段為封閉
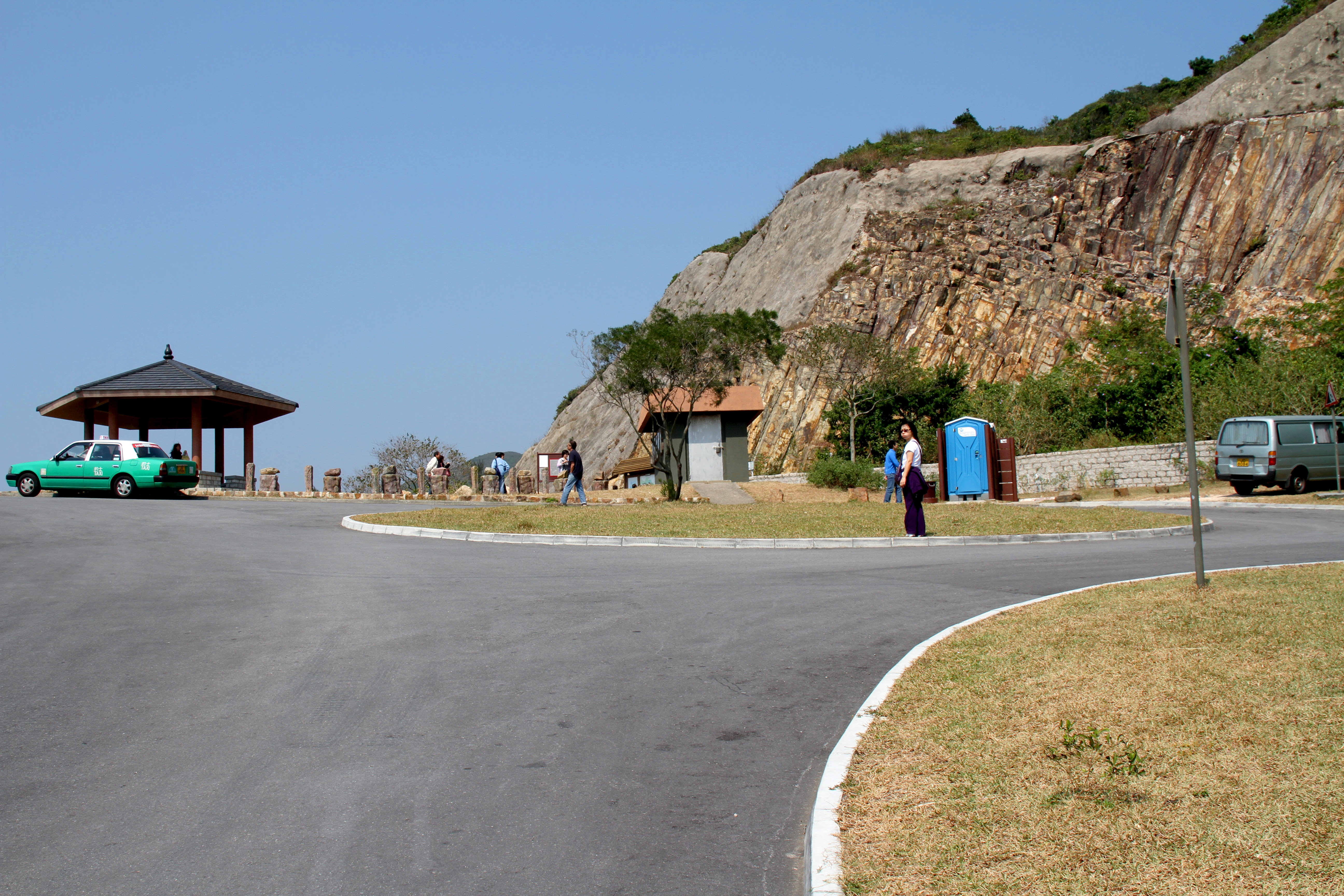
東壩旁的迴旋處（一）
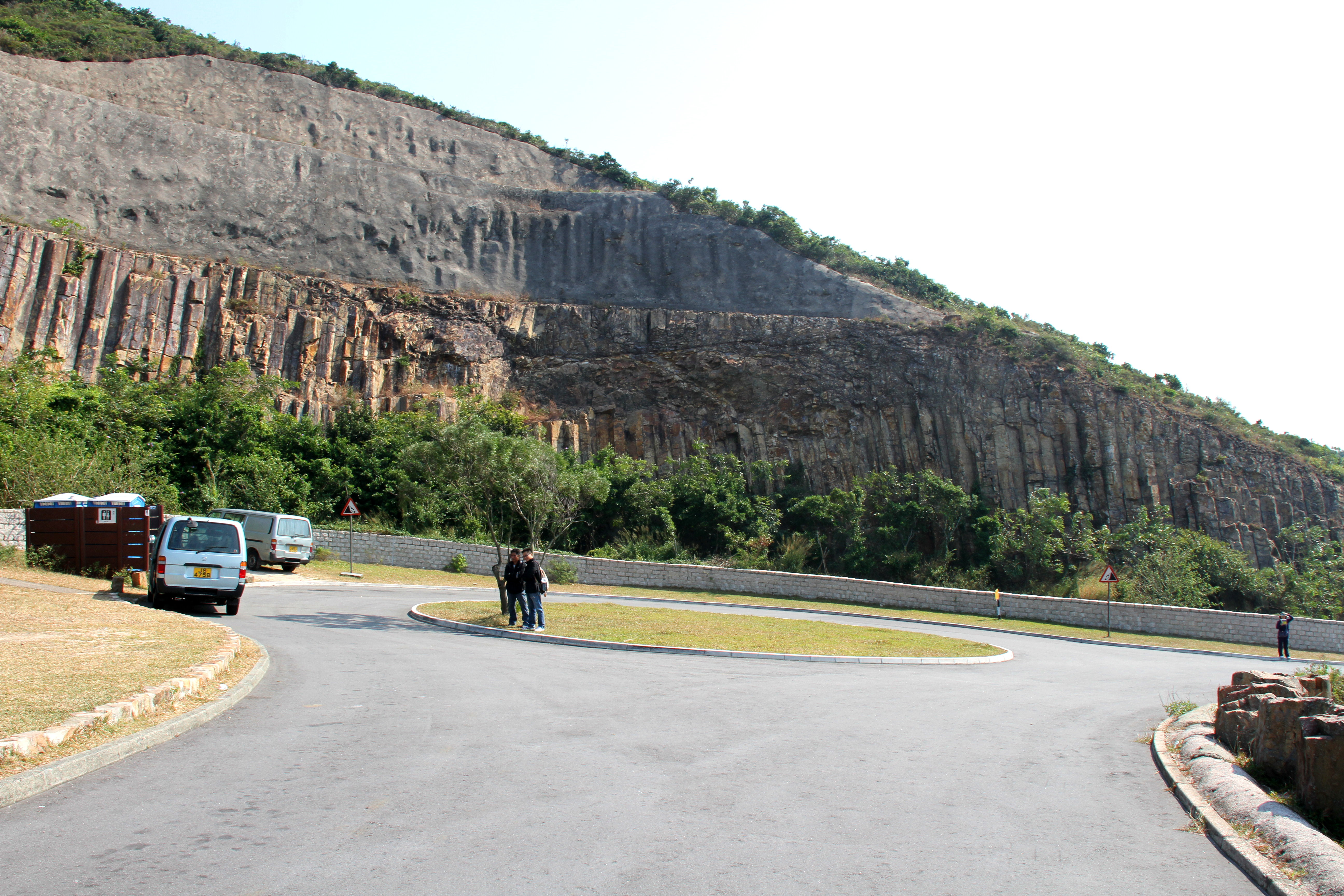
東壩旁的迴旋處（二）
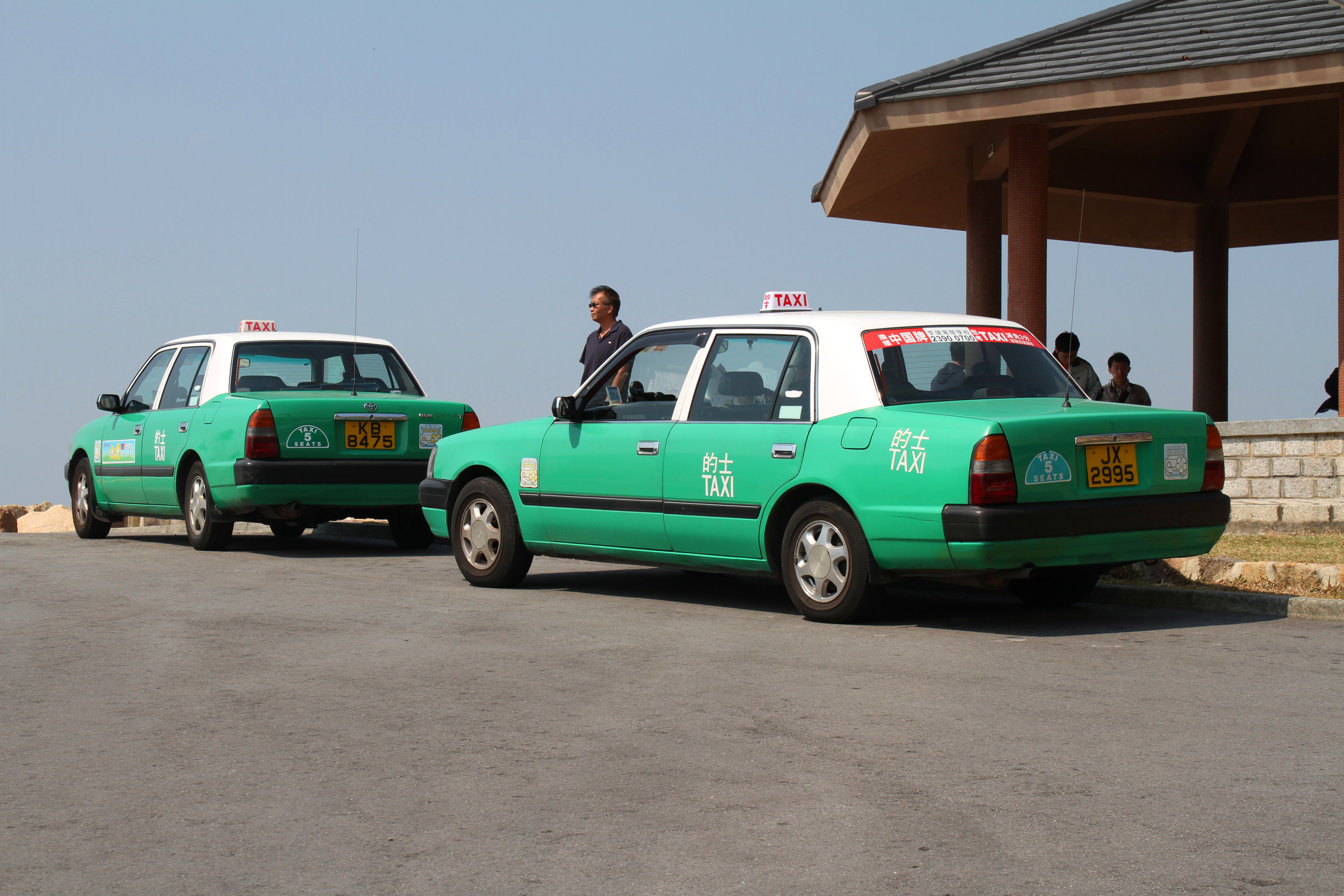
停泊在東壩的新界的士
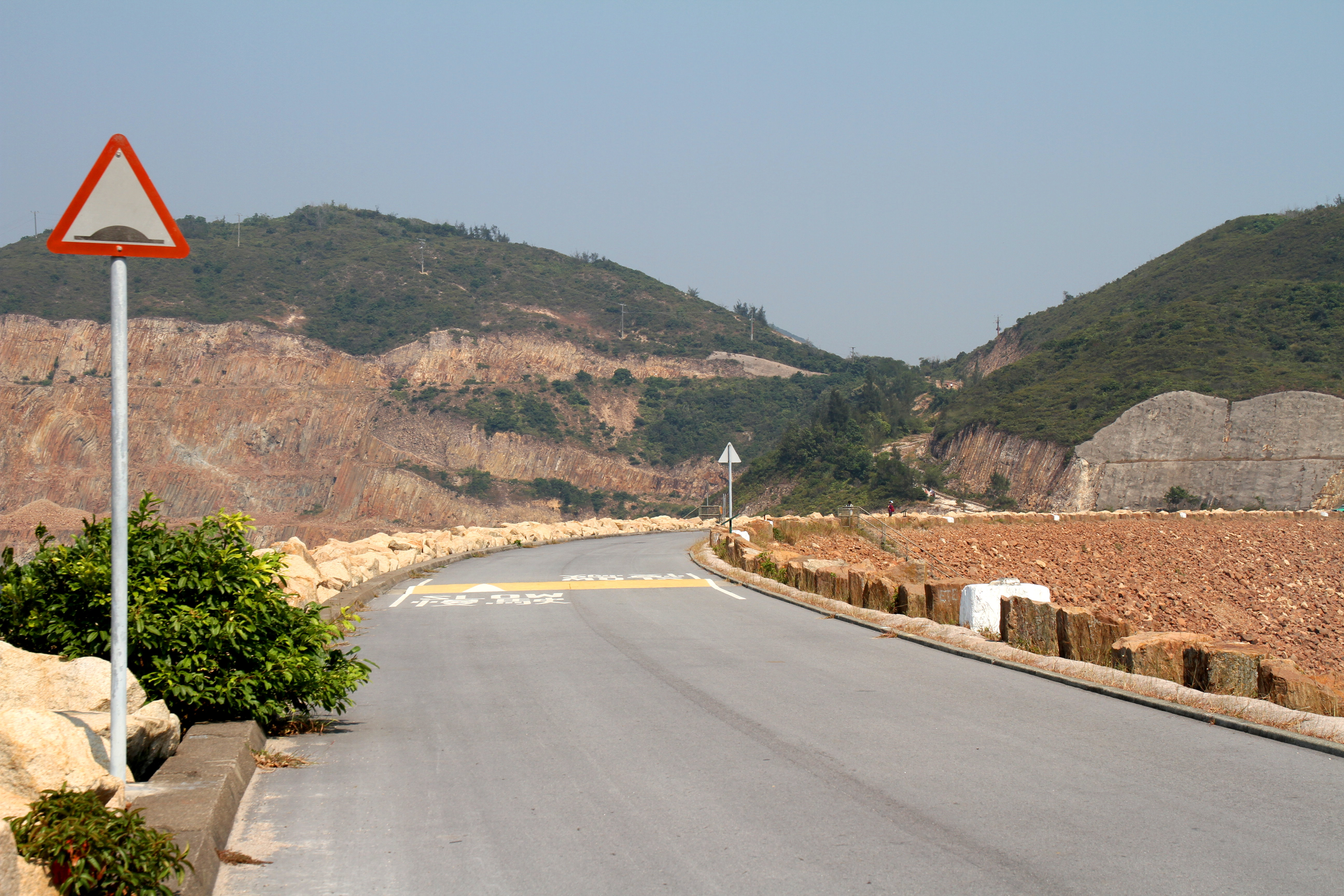
東壩上的路段
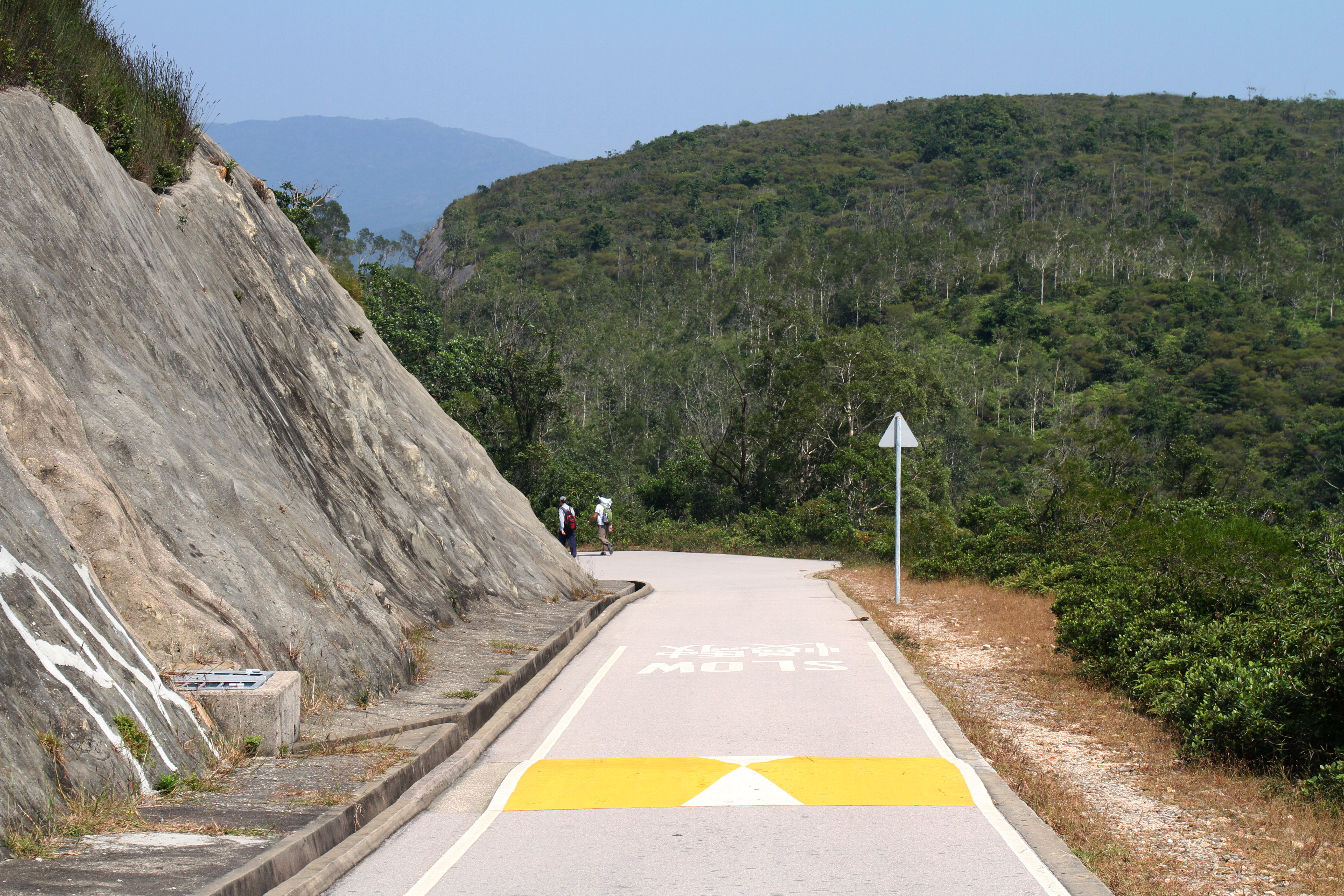
西貢萬宜路中段
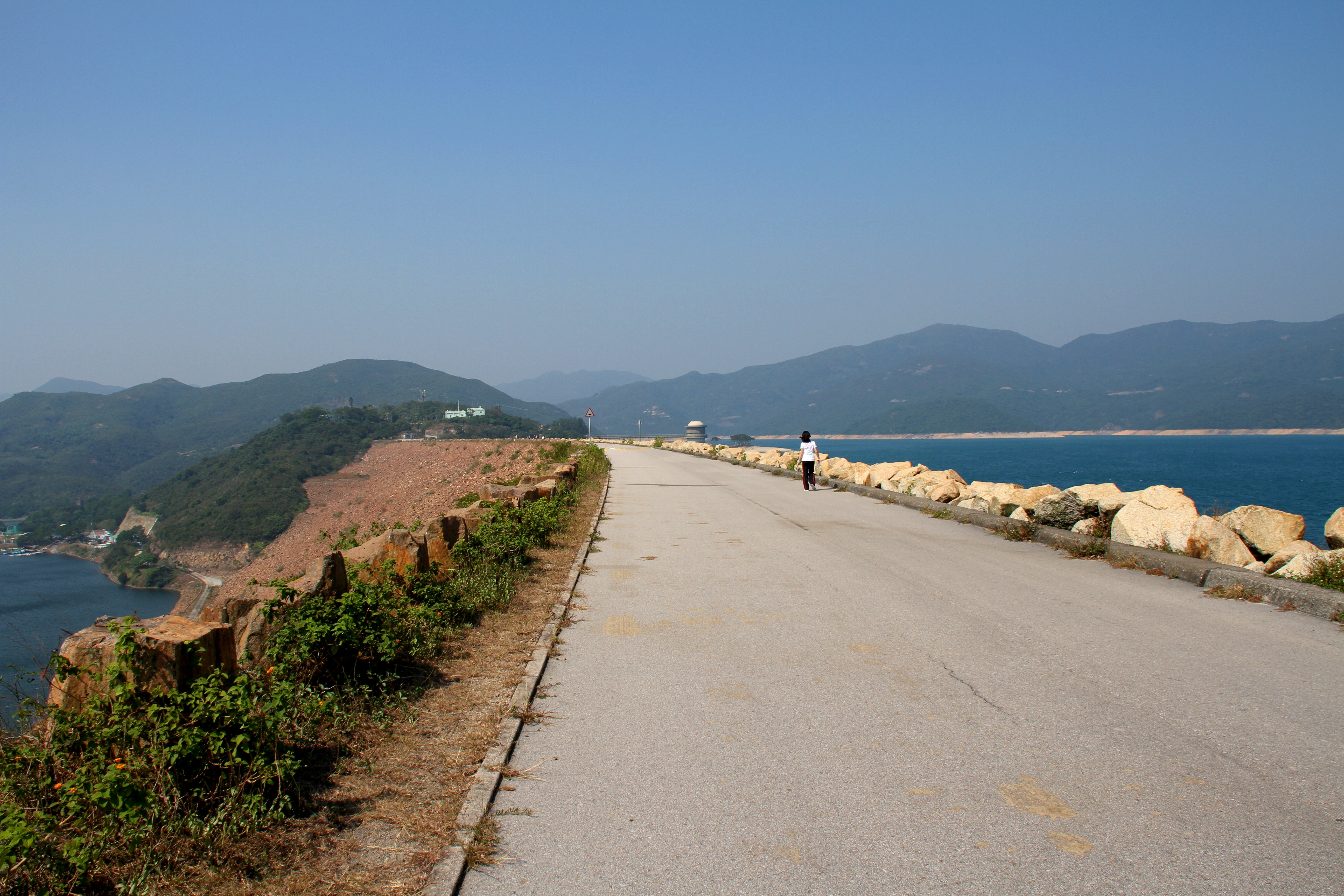
西壩上的路段
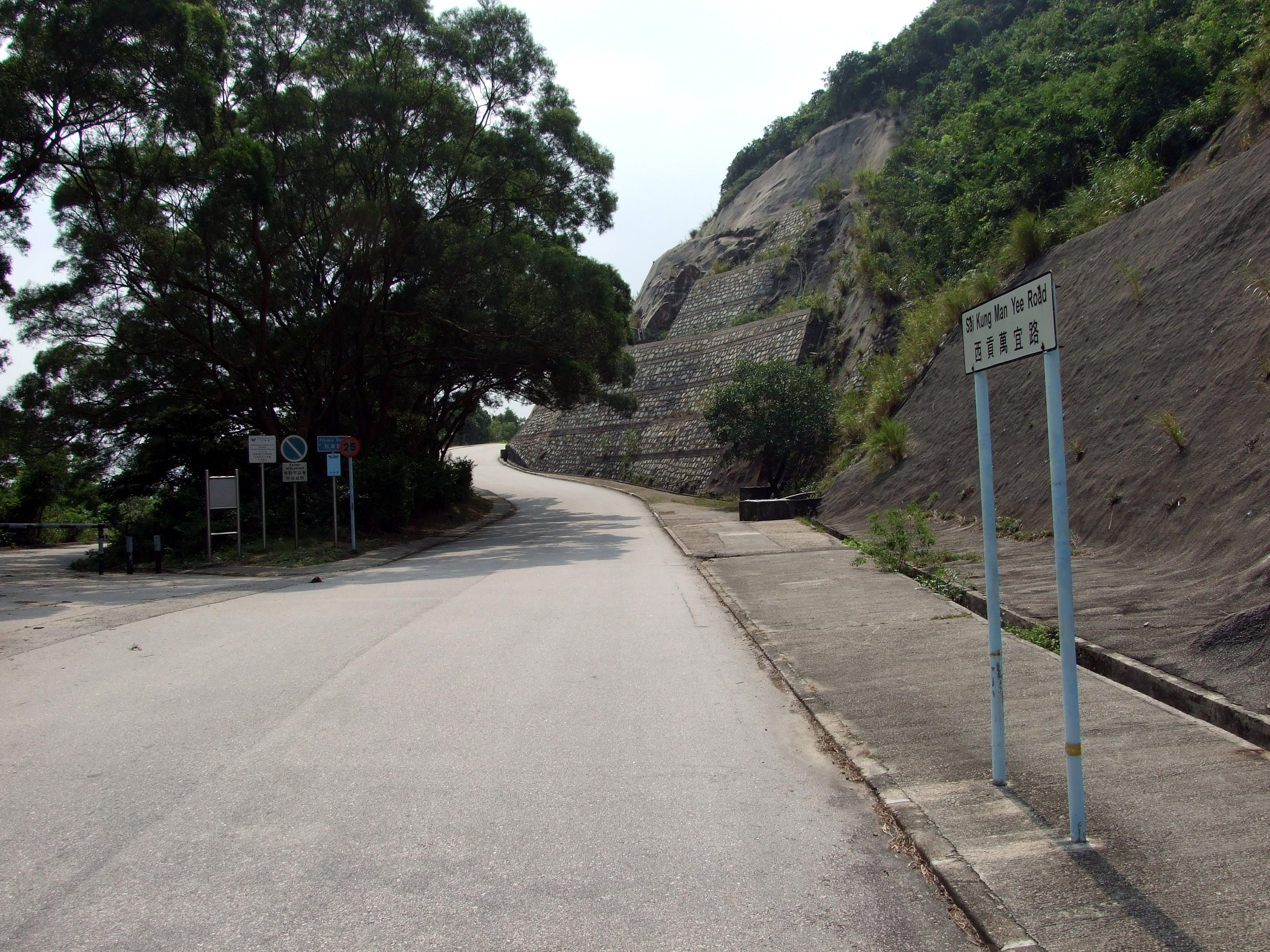
西貢萬宜路、西貢西灣路與大網仔路的交匯點
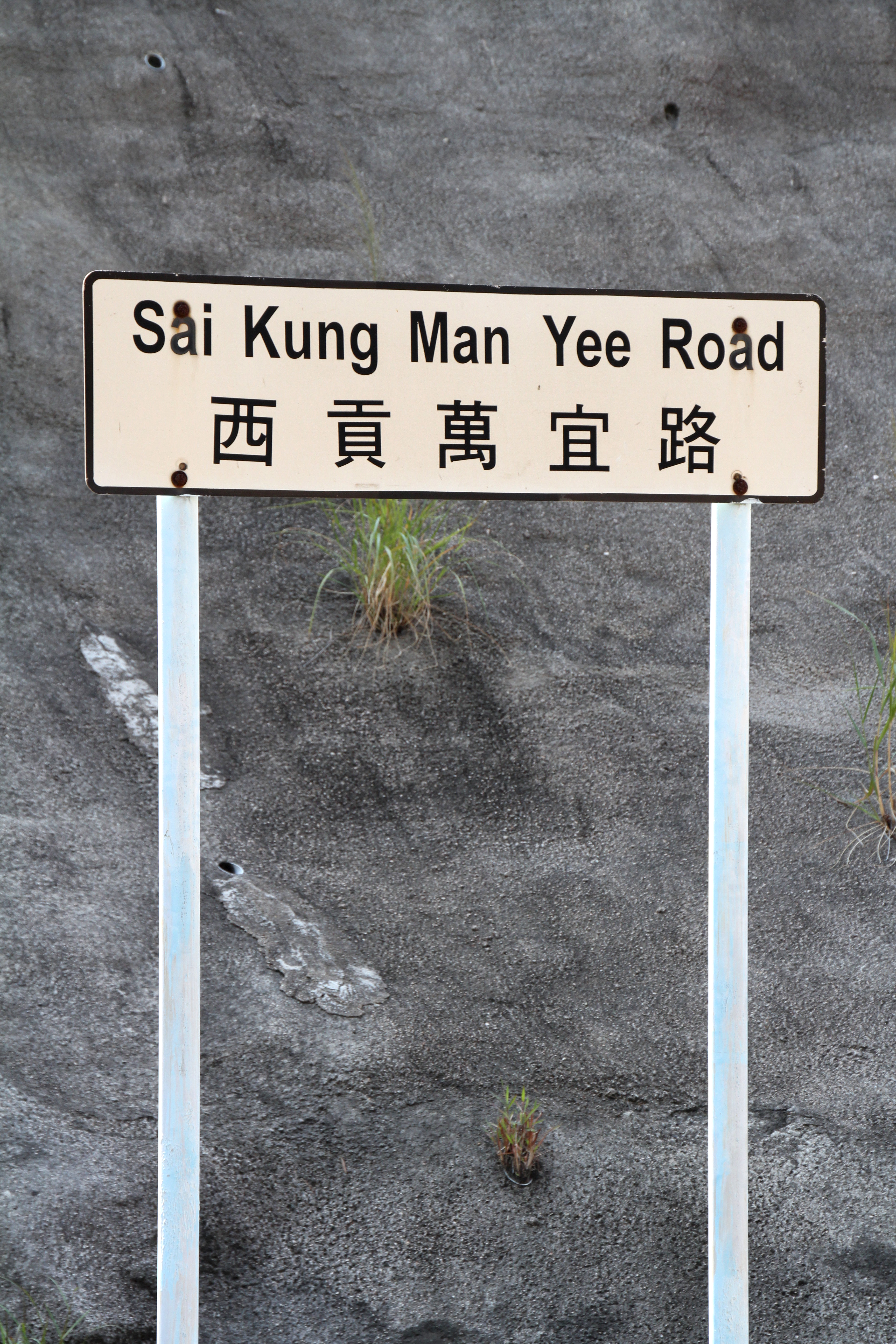
西貢萬宜路路牌